# Rodrigo Conde

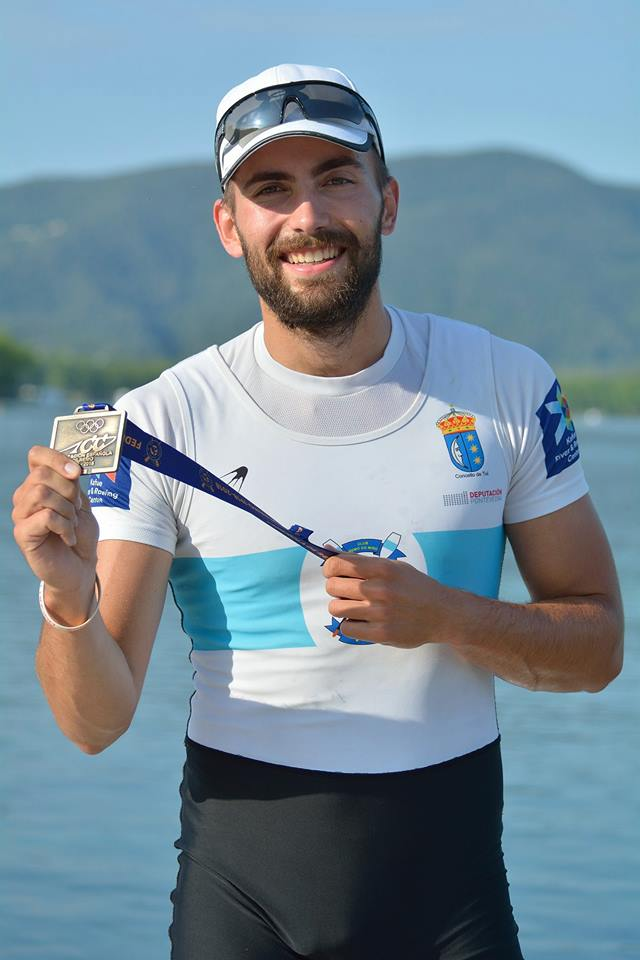
Rodrigo Conde bei den spanischen Meisterschaften 2018

Rodrigo Conde Romero (* 3. September 1997 in Moaña) ist ein spanischer Ruderer. Er gewann bis 2024 eine Silbermedaille bei Weltmeisterschaften und zwei Silbermedaillen bei Europameisterschaften.

## Sportliche Karriere
Conde belegte 2014 mit dem Achter den sechsten Platz bei den Junioren-Weltmeisterschaften. Im Jahr darauf wurde er Sechster im Vierer ohne Steuermann. 2016 debütierte Conde als Leichtgewichts-Ruderer im Weltcup. Bei der letzten Qualifikationsregatta für die Olympischen Spiele in Rio de Janeiro erkämpften die beiden besten Leichtgewichts-Doppelzweier ein Olympiaticket. Conde wurde zusammen mit Adria Mitjavila Vierter. Die beiden Spanier siegten dann im August bei den U23-Weltmeisterschaften in Rotterdam. Im Jahr darauf trat Conde bei den U23-Weltmeisterschaften in Plowdiw zusammen mit Jordi Rodriguez im Leichtgewichts-Doppelzweier an und gewann die Bronzemedaille. 2018 in Posen siegte Conde zusammen mit Manel Balastegui. Bei den Weltmeisterschaften 2018 in Plowdiw belegte Conde zusammen mit Patricio Rojas den sechsten Platz. 2019 wurden Conde und Balastegui Vierte bei den Europameisterschaften in Luzern. Bei den Weltmeisterschaften 2019 in Linz/Ottensheim belegten Conde und Balastegui den fünften Platz und qualifizierten sich damit für die Olympischen Spiele in Tokio.
Wegen der COVID-19-Pandemie wurden die Olympischen Spiele auf 2021 verschoben. Da Conde sein Gewicht nicht mehr für die Leichtgewichtsklasse halten konnte, verzichtete er auf die Olympiateilnahme. Spanien wurde bei der Olympischen Regatta von Manel Balastegui und Caetano Horta vertreten. Conde versuchte, sich gemeinsam mit Aleix García im Doppelzweier ohne Gewichtsbeschränkung zu qualifizieren, belegte aber wie 2016 nur den vierten Platz in der Qualifikationsregatta.
2022 belegten Conde und García bei den Europameisterschaften in München den zweiten Platz hinter Martin und Valent Sinković aus Kroatien. Bei den Weltmeisterschaften in Račice u Štětí siegten die Franzosen Hugo Boucheron und Matthieu Androdias vor den beiden Spaniern. 2023 erreichten Conde und García bei den Europameisterschaften in Bled den fünften Platz. Ebenfalls Fünfte wurden die beiden Spanier bei den Weltmeisterschaften in Belgrad. 2024 siegten bei den Europameisterschaften in Szeged die Rumänen Andrei Cornea und Marian Enache. Mit sechseinhalb Sekunden Rückstand auf die Rumänen gewannen Conde und García die Silbermedaille knapp vor dem deutschen Doppelzweier. Bei den Olympischen Spielen 2024 in Paris traten 13 Doppelzweier an. Conde und García ruderten im Finale auf den fünften Platz und hatten über fünf Sekunden Rückstand auf die Drittplatzierten.